# Batočina

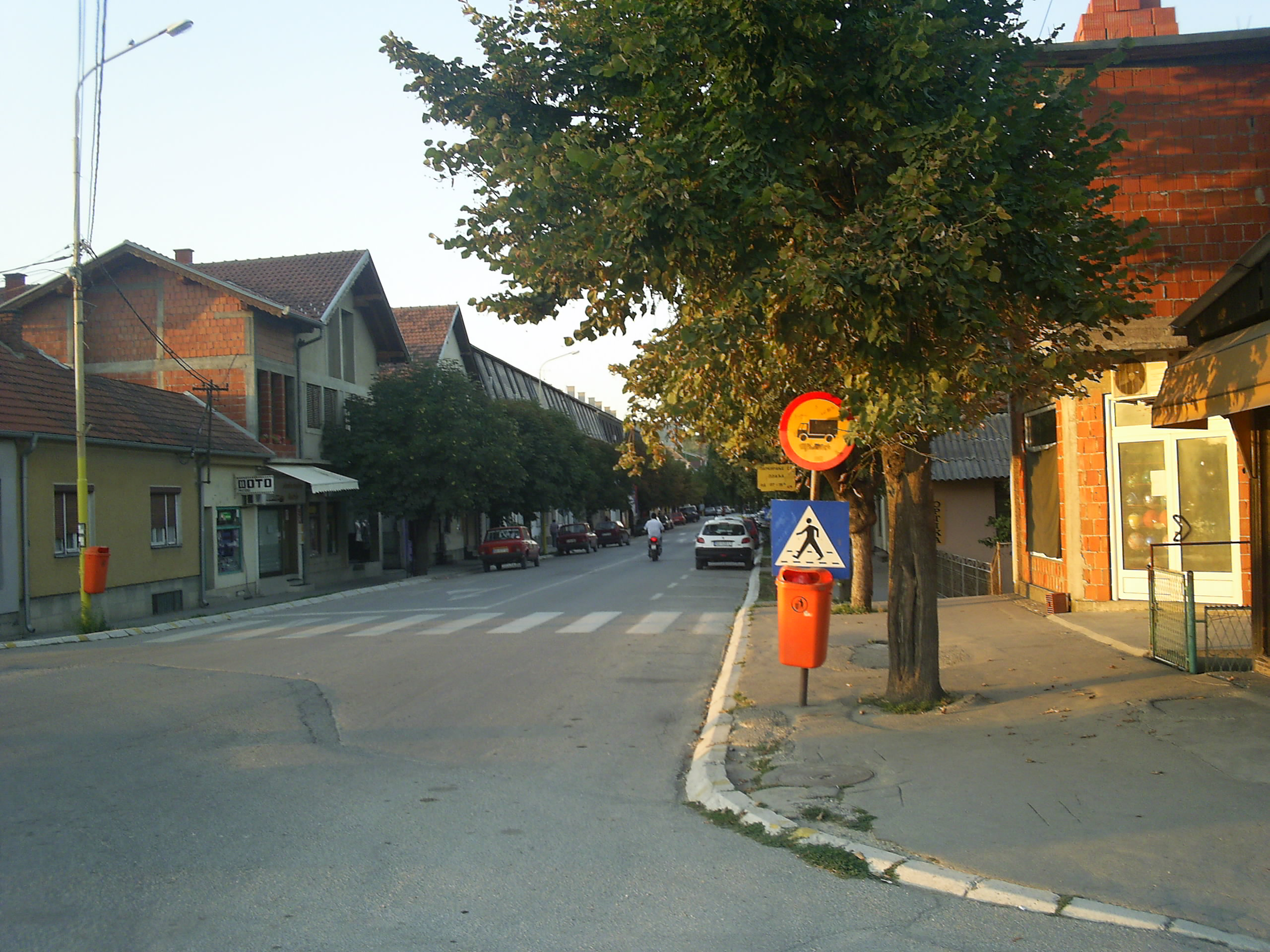
Střed města

Batočina (v srbské cyrilici Баточина) je město v centrálním Srbsku, v Šumadijském okruhu. Nachází se na řece Lepenica, nedaleko jejího ústí do řeky Moravy, na hlavním tahu Bělehrad-Kragujevac. Má celkem 5 804 obyvatel.
První zmínka o městě pochází z roku 1476. Podle osmanského cestopisce Evliji Čelebiho založil město smederevský beg Gazi Bali. Nejprve měla 25 domů, později přes šedesát. Dobové záznamy dokládají, že většina obyvatel byla muslimského vyznání. 
Po neúspěšném druhém obléhání Vídně se začala turecká armáda stahovat z Uher, a při své cestě zpět postupovala do údolí řeky Morava. Za ní postupovalo rakouské vojsko, které proniklo až do hloubi dnes srbského území. Na Turky zaútočilo v roce 1689 poblíž nedalekého města Lapovo (tzv. Bitva u Batočiny). Turci v čele s Kara Mustafa Pašou prohráli a Batočinu jako město opustili. Rakouské vojsko zde naopak načerpalo síly. Bojům proti Turkům se připojili i místní pravoslavní Srbové.
Turci město znovu obsadili v roce 1739 (po zhroucení srbského knížectví pod rakouským patronátem).
Po druhém srbském povstání bylo muslimské obyvatelstvo postupně odsunováno. Poslední turecká rodina se z Batočiny odstěhovala v roce 1832. Karađorđe nechal vybudovat v Batočině velký hostinec, který byl později přebudován na školu. V roce 1839 mělo podle rakouských zpráv okolo 300 domů; měla vlastní školu a kostel a její rozvoj pokračoval. Roku 1878 byla prohlášena malým městem (varoš). V roce 1898 byla v Batočině otevřena první knihovna. Počet obyvatel na začátku 20. století překročil 1 400. V roce 1928 získala vlastní vodovod, roku 1940 i elektrické osvětlení. Po druhé světové válce se ve městě rozvíjela průmyslová výroba, především díky blízkosti hlavních železničních tahů a průmyslově aktivního Kragujevace. 